# Szymon Sawala
Szymon Sawala (ur. 25 września 1982 w Sierakowie) − polski piłkarz grający na pozycji pomocnika.

## Kariera
Szymon Sawala rozpoczął karierę jako piłkarz Warty Międzychód. Jako junior przeszedł do Amiki Wronki, gdzie początkowo występował w drugiej drużynie. Debiutancki mecz w Ekstraklasie w barwach Amiki Wronki rozegrał 24 listopada 2002 roku z Dyskobolią Grodzisk Wielkopolski. Grał także jeden sezon w izraelskim klubie Hapoel Nacerat Illit oraz drugoligowej Drwęcy Nowe Miasto Lubawskie. Następnie reprezentował barwy greckich klubów: AGS Výzas Megáron i Olympiakos Wolos. Po powrocie do Polski grał w Stilonie Gorzów. W 2009 roku przejął kapitańską opaskę po Dawidzie Dłoniaku. Trener Adam Topolski wystawiał go jako środkowego obrońcę. Dobra gra w drużynie z Gorzowa Wielkopolskiego sprawiła, że zawodnikiem zainteresowała się Polonia Bytom, z którą podpisał kontrakt 1 lipca 2009. Sawala zadebiutował w Polonii podczas meczu z GKS-em Bełchatów w pierwszej kolejce sezonu 2009/10 i zdobył w tym spotkaniu gola dającego bytomianom zwycięstwo 1:0. W lutym 2011 przeniósł się do drużyny GKS Bełchatów, z którym podpisał kontrakt obowiązujący do czerwca 2014 roku.
W polskiej ekstraklasie rozegrał 105 meczów, zdobywając 8 goli.